# Crisis financiera en Paraguay de 1995
La crisis económica en Paraguay de 1995 fue una larga y profunda crisis financiera que dejó prácticamente en bancarrota el sistema financiero del país durante el gobierno de Juan Carlos Wasmosy. Se diezmó el sistema regulado, llevando a la quiebra a más del 50 % de los bancos y más de dos tercios de las financieras que operaban en el país en ese momento. Esta crisis, catalogada como una de las peores crisis en el inicio de la transición democrática, estalló un problema que llevaba más de una década instalada en las entrañas de las finanzas paraguayas de ese entonces.

## Causas
El gobierno de Wasmosy enfrentó la primera de las dos peores crisis financieras del siglo XX. Las condiciones ya se venían incubando desde al menos una década atrás. La liberalización del sistema financiero (durante el gobierno de Andrés Rodríguez Pedotti), no acompañada por adecuados regímenes de control y supervisión, la corrupción generalizada, la inobservancia de normas legales básicas y de préstamos relacionados, y la oportunidad de realizar grandes ganancias en corto plazo llevaron a un aumento de instituciones financieras de 88 a fines de 1988 a 147 a principios de 1995. Esto se considera una de las principales causas que llevó a la terrible crisis a mediados de los 90.
Las advertencias de las misiones de los organismos internacionales eran sistemáticamente ignoradas por la presión de sectores políticos y grupos de interés en conveniente maridaje.
En mayo de 1995, las advertencias de riesgo se hicieron realidad. Fueron intervenidos los bancos Bancopar y General, al experimentar agudos problemas de liquidez.
Un poco después, en el año fueron intervenidos el Bancosur y el Banco Mercantil y las financieras Urundey, Sauce, Vanguardia y Sur de Finanzas, así como el banco de ahorro y préstamo para la vivienda Hogar Propio. Los principales directivos de los grandes bancos mencionados en primer lugar, fueron detenidos y procesados.

## Consecuencias
La crisis financiera en Paraguay de 1995 fue un evento económico de gran magnitud que provocó la insolvencia y quiebra de un significativo número de instituciones financieras del país, principalmente bancos y financieras. Este colapso fue influenciado en parte por el denominado Efecto Tequila, la crisis financiera en México que afectó a toda América Latina, exacerbando los desequilibrios macroeconómicos ya existentes en Paraguay.
Durante el período presidencial de Juan Carlos Wasmosy (1993-1998), el país experimentó dos crisis financieras relevantes, en 1995 y 1997, que resultaron en la virtual desaparición del sistema financiero local, con la mayoría de las empresas financieras nacionales en quiebra. Únicamente sobrevivieron aquellas entidades de capital extranjero. La crisis afectó significativamente a la clase media paraguaya, reduciendo su poder adquisitivo y profundizando una crisis económica estructural que perduró por varios años, de la cual Paraguay aún no se ha recuperado completamente.
El impacto económico de la crisis se cuantificó en aproximadamente 137 millones de dólares estadounidenses, afectando tanto el sistema bancario como a los ahorristas. En términos de crédito, el saldo de préstamos en Paraguay se redujo de casi 2000 millones de dólares al inicio de la crisis a solo 800 millones de dólares en un período de siete años. De manera similar, los depósitos cayeron de 2000 millones de dólares a 1400 millones de dólares. Este fenómeno se tradujo en una contracción significativa de la actividad económica y en una pérdida considerable de confianza en el sistema financiero.
El costo económico total de la crisis se estimó entre un 10 % y un 12 % del Producto Interno Bruto (PIB) del país. Para mitigar los efectos de esta crisis, el gobierno promulgó dos leyes específicas con el objetivo de recapitalizar y reestructurar el sistema financiero.
De las 40 instituciones bancarias operativas antes de la crisis, menos de 14 sobrevivieron. En el sector de las financieras, que contaba con cerca de 60 entidades, solo 13 o 14 lograron mantenerse operativas, lo que resultó en una significativa pérdida de depósitos de los ciudadanos y en la extinción de servicios bancarios en varias regiones del país. Este colapso del sistema financiero local tuvo efectos duraderos en la economía paraguaya, exacerbando la desconfianza en las instituciones y contribuyendo al empobrecimiento generalizado de la población.